# 클리프턴 파월
클리프턴 파월(영어: Clifton Powell, 1956년 3월 16일 ~ )은 미국의 배우이다.

## 출연 작품
- 도망자: 분노의 추격자 (2018)
- 더 콰이어 디렉터 (2018)
- 더 치터스 클럽 (2017)
- 더 힐즈 (2017)
- 올 아이즈 온 미 (2017)
- 어 위켄드 위드 더 패밀리 (2016)
- 목사의 아들 (2015)
- 블러드 랜섬 (2014)
- One Blood (2012)
- 더 매리지 크로니클스 (2012)
- 인터루드 (2012)
- 히즈 마인 낫 유어스 (2011)
- 35 앤 티킹 (2011)
- 스트리트 킹 2(2008, Street Kings 2: Motor City)
- 트랩드: 헤이션 나이츠 (2010)
- 헤븐 에인트 하드 투 파인드 (2010)
- 체인 레터 (2010)
- 프리처스 키드 (2010)
- 러브 포 세일 (2008)
- 퍼스트 선데이 (2008)
- 스트리트 킹 (2008)
- 나이스 가이 노빗 (2007)
- 잇 에인트 이지 (2006)
- 컨페션스 (2006)
- 스왑 미트 (2006)
- 브라더스 인 암스 (2005)
- 가스펠 (2005)
- 히 세이... 쉬 세이... 벗 왓 더즈 갓 세이? (2004)
- 우먼 다우 아트 루지드 (2004)
- 네버 다이 어론 (2004)
- 레이 (2004)
- 이브 (2003)
- BMW 단편 프로젝트 - 틱커 (2002)
- 시빌 브랜드 (2002)
- 프라이데이 3 - 프라이데이 애프터 넥스트 (2002)
- 크라임 파트너스 2000 (2001)
- 브라더스 (2001)
- 본즈 (2001)
- 감금 (2000)
- 프라이데이 2 - 넥스트 프라이데이 (2000)
- 핫 보이즈 (1999)
- 풀리쉬 (1999)
- 펜타곤 워 (1998)
- 다크니스 (1998)
- 바보들의 사랑 (1998)
- 노 투마로우 (1998)
- 딥 라이징 (1998)
- 러시 아워 (1998)
- 패시픽 블루 (1996)
- 데드 프레지던트 (1995)
- 비상 탈주 (1994)
- 사회에의 위협 (1993)
- 로 앤 크라임 (1993)
- 딥 커버 (1992)
- 하우스 파티 (1990)
- 알파벳 도시 (1984)

### 텔레비전
- In the Heat of the Night (1993)
- 아미 와이브즈 (2009-10)